# Podróż do źródeł czasu
Podróż do źródeł czasu (Los pasos perdidos) – powieść kubańskiego pisarza Alejo Carpentiera, która wydana została w 1953 roku (w Polsce: 1963). Dzieło przyniosło mu światową sławę i była jednym z głównych czynników późniejszego rozwoju nurtu literatury latynoamerykańskiej, tzw. realizmu magicznego.
Powieść została napisana pod wpływem pobytu pisarza w Wenezueli; opisy miejsc, przyrody, są, jak przyznał autor w Nocie do powieści, zaczerpnięte z miejsc, które odwiedził w tym kraju.
Powieść zawiera wiele uwag o istocie współczesnej cywilizacji i jej źródłach oraz o tożsamości Ameryki Łacińskiej, która łączy w sobie pierwotną kulturę i mity z przyniesioną do niej w okresie podboju kulturą europejską. Połączenie to powoduje ciągłe napięcia między naturą i autentyzmem a ograniczeniami niesionymi przez kulturę.

## Opis fabuły
Muzykolog i kompozytor wyrusza na wyprawę do dżungli w poszukiwaniu pierwotnych instrumentów muzycznych, wciąż używanych przez Indian. Dla wychowanego w kulturze europejskiej bohatera podróż badawcza nabiera dużo głębszego znaczenia. Rozczarowany stanem współczesnego świata, mający świeżo w pamięci okrucieństwa II wojny światowej w Europie, których był świadkiem, jest przeświadczony o kryzysie cywilizacji i kultury.
Podróż staje się wędrówką przez epoki, od współczesności, poprzez barok, czasy konkwisty, średniowiecze, aż do tytułowych źródeł czasu, początków kultury, a nawet samego człowieka. Narzędzia używane w dżungli są jak z epoki średniowiecza, podobnie jak zwyczaje, formy kultu świętych. Msza w indiańskiej wiosce przypomina bohaterowi opisy mszy konkwistadorów sprzed czterech wieków albo nawet wczesnochrześcijańskie katakumby. Instrumenty muzyczne przynależą jeszcze do epoki paleolitu, a krajobraz, roślinność to wręcz powrót do epoki „przedludzkiej”.
Bohatera inspiruje pobyt w pierwotnej dżungli, kontakt z dziką przyrodą oraz ludźmi tam żyjącymi. Ich życie jest „poddane rytmom pierwotnym”, toczy się w harmonii z przyrodą, każdy człowiek jest potrzebny wspólnocie. Tu tworzy się Utopia: powstaje miasto – Santa Monica de los Venados, założone w niedostępnym miejscu puszczy, w którym ludzie sami ustalają na nowo swoje prawa i obowiązki. Jak się okazuje później, ten raj na Ziemi leży zaledwie trzy godziny lotu od stolicy kraju. Kompozytor zakochuje się w Indiance Rosario, pragnie pozostać w Utopii. Jednak powrót do raju utraconego nie jest możliwy. Więzi łączące bohatera powieści z nowoczesną cywilizacją uniemożliwiają mu powrót i odzyskanie szczęścia.